# Нюберг, Карл Рихард
Карл Рихард Нюберг (швед. Carl Richard Nyberg; 28 мая 1858 — 25 марта 1939) — шведский изобретатель и промышленник, пионер в области машиностроения и авиации. Обладатель патента на паяльную лампу.

## Биография
Нюберг родился в городе Арбуга в Швеции. После школы он начал работать в ювелирной мастерской, позже переехал в Стокгольм и работал на различных металлообрабатывающих предприятиях.
Работая на Йохана Эрика Эриксона (1838—1883) в компании J.E. Eriksons mekaniska verkstad у Нюберга возникла идея создания паяльной лампы. Позже он изобрел паяльную лампу с сильным направленным нагревом и необходимыми мерами безопасности. В 1882 году он открыл свою мастерскую в Лунтмакаргатане в Стокгольме по производству паяльных ламп. Однако бизнес поначалу работал не очень хорошо, потому что на производство и продажу уходило слишком много времени.
В 1884 году он перенес свою мастерскую в Сундбюберг. В 1886 году он познакомился с Максом Сивертом (1849—1913), основателем компании AB Sieverts Kabelverk. Сиверт заинтересовался паяльной лампой Нюберга, после чего компания начала продавать паяльные лампы.
При поддержке AB Alpha и Ларса Магнуса Эрикссона (1846—1926), основателя производителя телефонного оборудования Ericsson, Нюберг начал производство проводов.
После того, как фирма Primus в 1892 году начала производить бессажевые горелки, Нюберг также решил производить плиты на парафиновом масле и керосине. Первая модель под названием «Виктория» не имела большого успеха, но более поздняя «Свеа» получила хорошую популярность. Данные плиты поставлялись в другие страны в том числе и в Россию.
Вскоре Нюберг производил данные плиты по 3000 штук в неделю. В 1906 году компания была преобразована в акционерное общество. Нюберг был щедр к своим работникам и часто давал им акции компании.
Нюберг работал над многими другими изобретениями, включая паровые двигатели, самолёты и гребные винты для лодок. Он был наиболее известен как пионер авиации. Примерно с 1897 по 1904 год, возле своего дома в Лидингё, Нюберг строил и испытывал по своему замыслу летающее средство Flugan (в переводе со шведского «Муха»). Он работал с профессором Йоханом Эриком Седербломом (1834—1913) над разработкой профилей крыла, но ему не удалось поднять средство в воздух. Также спроектировал и построил собственную аэродинамическую трубу для испытаний небольших моделей крыльев. «Флюган» имел размах крыльев 5 метров, а площадь поверхности крыльев составляла 13 м². Двигатель представлял собой паровую машину его собственной конструкции с котлом, нагреваемым четырьмя паяльными лампами. Он производил максимум 10 л. с. (7 кВт) при 2000 об/мин. Общий вес самолёта составлял 80 кг. На испытаниях в 1904 году, прототип самолёта Flugan совершил несколько прыжков в высоту до полуметра
В 1906 году были закончены работы по созданию необычной летающей лодки — Flygbaten («Летучая мышь»), которая так и не сумела подняться в воздух.